# Pseudosmittia capicola
Pseudosmittia capicola är en tvåvingeart som beskrevs av Freeman 1953. Pseudosmittia capicola ingår i släktet Pseudosmittia och familjen fjädermyggor. Inga underarter finns listade i Catalogue of Life.